# 19504 Владалексєєв
19504 Владалексєєв (19504 Vladalekseev) — астероїд головного поясу, відкритий 1 червня 1998 року.
Тіссеранів параметр щодо Юпітера — 3,227.